# Vodno
Vodno (makedonsky  Водно) je hora v Severní Makedonii. Nachází se v severní části země, jihozápadně od hlavního města Skopje. Nejvyšším bodem je Krstovar, vysoký 1066 metrů nad mořem. Začátek výstupové cesty na vrchol je v nadmořské výšce 337 metrů. V polovině cesty k vrcholu, ve výšce 570 m nad mořem, leží tzv. Sredno Vodno (makedonsky Средно Водно), kde se nacházejí velká parkoviště a několik restaurací.

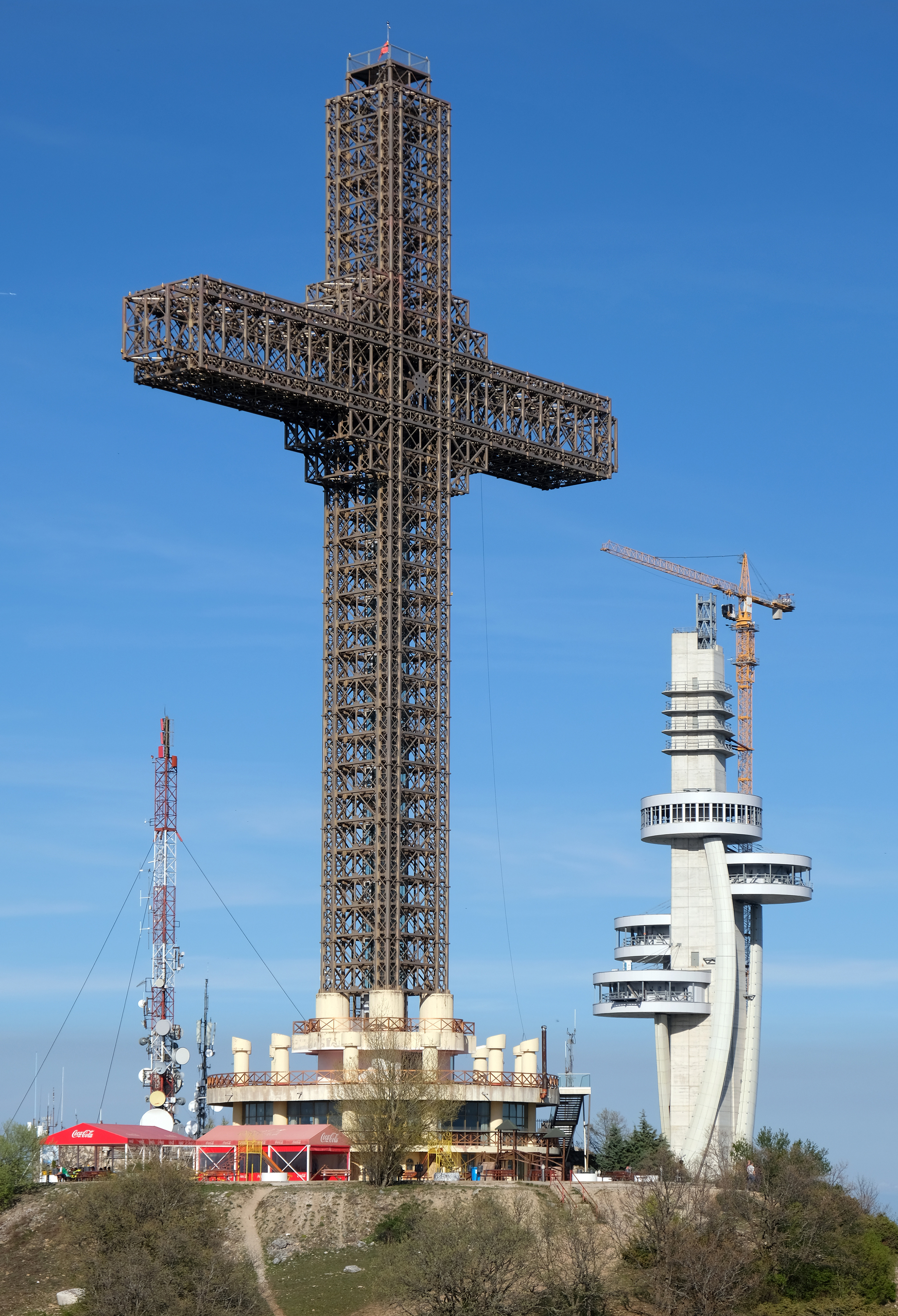
66 metrů vysoký kříž

## Kříž tisíciletí
V roce 2002 byl na vrcholu postaven Kříž tisíciletí (makedonsky Милениумскиот крст, Mileniumskiot krst), největší křesťanský kříž na světě, viditelný až ze vzdálenosti 100 km, v noci svítící na město Skopje.